# Саманта Фокс (порноактриса)
Саманта Фокс (англ. Samantha Fox; урождённая Стэйсия Тереза Анджела Майкула (англ. Stasia Therese Angela Micula); 3 декабря 1951, Нью-Йорк, — 22 апреля 2020, там же) — американская порноактриса. Снималась также под псевдонимами Стэйсия Бургофф, Стэйсия Майкула и Моран Мур.

## Биография
В детстве начала заниматься танцами и, ещё обучаясь в школе, начала профессиональную карьеру танцовщицы, войдя таким образом в шоу-бизнес. Вскоре она стала соведущей одного из нью-йоркских телешоу. В 1977 году начала сниматься в эпизодах порнофильмов. Обративший на неё внимание продюсер и режиссёр Чак Винсент предложил ей в 1978 году главную роль в фильме Bad Penny, и эта роль сделала Фокс звездой. Впоследствии она стала одной из икон порноиндустрии. В 1980 году она получила премию AFAA за главную женскую роль в фильме Jack 'n' Jill, Part 1 (1979). В следующем году она вновь получила данную премию за фильм This Lady Is a Tramp (1980). В своих фильмах она часто играла роли ненасытных, уверенных в себе представительниц среднего класса.
С появлением видео и изменением зрительского вкуса в сторону пышногрудых силиконовых блондинок звезда Фокс начала закатываться. Только её давняя дружба с Чаком Винсентом, Глорией Леонард и Вероникой Харт помогла ей получать эпизодические роли. Но в конечном счете сейчас имя Саманты Фокс обычно ассоциируется с певицей — которая тоже начинала как эротическая модель.
В 1988 году, снявшись в более чем 120 фильмах, ушла из порноиндустрии, официально заявив об этом в 1990 году во время участия в одном из ток-шоу. После завершения карьеры Фокс превратилась в критика порнобизнеса. Как она призналась, чтобы справиться с постоянным стрессом, ей приходилось постоянно выпивать. Это сделало Фокс алкоголичкой, и вылечиться ей удалось лишь через несколько лет.
В 2002 году Фокс была включена в Зал славы AVN.
Cкончалась 22 апреля 2020 года от сердечно-сосудистого заболевания, вероятно, осложненного COVID-19.

## Избранная фильмография
- 1978. Bad Penny.
- 1978. People.
- 1979. Jack 'n' Jill, Part 1.
- 1979. Summertime Blue.
- 1979. Tigresses… And Other Maneaters.
- 1980. Bon Appetit.
- 1980. Dracula Exotica.
- 1980. This Lady Is a Tramp.
- 1981. Dallas School Girls.
- 1981. Outlaw Ladies.
- 1981. Roommates.
- 1982. Foxtrot.
- 1982. Luscious.
- 1983. Dixie Ray Hollywood Star.
- 1984. Spitfire.